# Cuíca-de-três-listras
Cuíca-de-três-listras ou cuíca-de-rabo-curto (Monodelphis americana) é uma espécie de marsupial da família dos didelfiídeos (Didelphidae). Endêmica do Brasil, pode ser encontrada na Mata Atlântica e no Cerrado, do estado do Pará ao sul até Santa Catarina.
A cuíca-de-três-listras mede, em média, entre 101 e 105 milímetros entre a cabeça e o fim do corpo, com sua cauda medindo entre 45 e 55 milímetros. Pesam entre 23 e 25 gramas. Sua pelagem do dorso é marrom e apresenta três faixas negras longitudinais, com a central se estendendo do focinho até à base da cauda; as outras duas, se estendem pelas laterais, dos outros à base da cauda. Sua pelagem do ventre é marrom-alaranjada. Sua cauda possui pouca pelagem de cor marrom escura na porção dorsal, e mais clara na ventral. Sua causa não é preênsil e não possui marsúpio. Sua dieta é insetívoro-onívora e pela ausência de preênsil, locomove-se sobretudo no chão.